# Проєкт «Переслідувач тіні»
«Проєкт „Переслідувач тіні“» (англ. Shadowchaser) — американський фантастичний бойовик режисера Джона Ейрса.

## Сюжет
Банда терористів на чолі з андроїдом Ромулусом, який втік з секретної лабораторії, захоплює лікарню. Пацієнти захоплені в заручники, а головний приз терористів — дочка президента. Вони вимагають викуп — 50 мільйонів доларів. Для того щоб звільнити заручників з мінімальними втратами, ФБР потрібна допомога архітектора, який будував будинок. Але він засуджений до довічного ув'язнення в кріогенній в'язниці. Злочинця розморожують і обіцяють йому свободу в обмін на співпрацю. Він погоджується, але ФБР не знає одного: ця людина — не архітектор. Це колишній футболіст Майкл. Він веде загін спецназу, щоб звільнити заручників і потрапляє в пастку. Всі спецназівці гинуть, а Майклу залишається лише одне: спробувати продати своє життя якомога дорожче.

## У ролях
| Актор                | Роль            |
| -------------------- | --------------- |
| Мартін Коув          | Десільва        |
| Мег Фостер           | Сара            |
| Френк Загаріно       | Ромулус         |
| Пол Косло            | Тревеньян       |
| Джосс Екленд         | Кіндерман       |
| Рікко Росс           | Джексон         |
| Реймонд Еванс        | Вайтсайд        |
| Роберт Фріман        | Блеквуд         |
| Кім Гаффман          | Наомі           |
| Ендрю Ламон          | Франко          |
| Джон Ченсер          | Занучі          |
| Роберт Йезек         | Леон            |
| Енджі Гілл           | Йона            |
| Джон Пастернак       | Кінг            |
| Джон Гуерассіо       | Блек            |
| Брайан Джексон       | президент       |
| Ліза Росс            | Лаура Джеймісон |
| Стів Елм             | пілот           |
| Майкл Морріс         | командир загону |
| Девід Олівер         | Мюррей          |
| Джон Френд           | заручник        |
| Анджела Вайт         | заручник        |
| Патрік Браун         | заручник        |
| Валентина Самінаускі | заручник        |
| Джон Проссер         | заручник        |